# Burns Pierce
Burns Pierce (East Sable River, Nova Escòcia, 1868 - Berwick, 1944) fou un ciclista canadenc, que va participar en les primeres curses de sis dies.

## Palmarès
- 1899
  - 3r als Sis dies de Nova York (amb Louis Grimm)
- 1900
  - 2n als Sis dies de Nova York (amb Archie McEachern)